# Stanisław Dziwisz
Stanisław Jan Dziwisz (sinh 1939) là một Hồng y người Ba Lan của Giáo hội Công giáo Rôma. Ông nguyên là Tổng giám mục Tổng giáo phận Kraków. và ông cũng hiện là Hồng y đẳng Linh mục Nhà thờ Santa Maria del Popolo.

## Tiểu sử
Hồng y Dziwisz sinh ngày 27 tháng 4 năm 1939 tại Raba Wyżna, Ba Lan. Sau quá trình tu học, ngày 25 tháng 3 năm 1963, chủng sinh Dziwisz được phong chức Phó tế bởi Giám mục Karol Józef Wojtyła (sau là Thánh Giáo hoàng Gioan Phaolô II), Giám mục Phụ tá Tổng giáo phận Kraków chủ sự. Ba tháng sau, ngày 25 tháng 6 cùng năm, Giám mục Karol lại là chủ sự cho nghi thức phong chức cho vị linh mục trẻ Dziwisz. Tân linh mục cũng là thành viên linh mục đoàn Tổng giáo phận Kraków. Trong suốt triều đại Giáo hoàng Gioan Phaolô II, ông đảm trách công việc Thư kí riêng Giáo hoàng. Ngày 28 tháng 8 năm 1996, ông trở thành Thư kí Văn phòng Quản gia Giáo hoàng.
Ngày 7 tháng 2 năm 1998, Tòa Thánh công bố việc tuyển chọn linh mục Stanisław Dziwisz làm Giám mục Hiệu tòa San Leonem, Đại diện văn phòng Quản gia Giáo hoàng. Ngày 19 tháng 3 năm 1998, Giáo hoàng Gioan Phaolô II chủ phong chức giám mục cho Tân giám mục Dziwisz, phụ phong là Hồng y Angelo Sodano, Quốc vụ khanh Tòa Thánh và Hồng y Franciszek Macharski, Tổng giám mục Tổng giáo phận Kraków. Tân giám mục chọn khẩu hiệu:Sursum corda. Ngày 29 tháng 9 năm 2003, Giáo hoàng thăng hàm Tổng giám mục cho ông.
Ngàu 3 tháng 6 năm 2005, Tân Giáo hoàng Biển Đức XVI thuyên chuyển Tổng giám mục Dziwisz về quê nhà Ba Lan làm Tổng giám mục Tổng giáo phận Kraków. Ông chính thức nhận giáo phận này ngày 27 tháng 8. Trong Công nghị Hồng y 2006 được cử hành ngày 24 tháng 3, Giáo hoàng Biển Đức XVI vinh thăng Tổng giám mục Dziwisz làm Hồng y đẳng linh mục Hiệu tòa Santa Maria del Popolo. Ông đã đến đây nhận nhà thờ hiệu tòa này ngày 24 tháng 10 sau đó.
Ngày 8 tháng 12 năm 2016, Giáo hoàng Phanxicô chấp thuận đơn xin về hưu của ông, đồng thời bổ nhiệm Tổng giám mục Tổng giáo phận Łódź là Marek Jędraszewski kế nhiệm ông.